# Ghiacciaio Anthony
Il ghiacciaio Anthony è un ghiacciaio lungo circa 48 km situato sulla costa di Wilkins, nella Terra di Palmer, nella parte meridionale della penisola Antartica. Il ghiacciaio, il cui punto più alto si trova a circa 370 m s.l.m., fluisce in direzione direzione est-sudest, scorrendo a sud del monte Martin, verso la costa orientale della Terra di Palmer dove termina di fronte all'estremità meridionale dell'isola Hearst, poco a sud della bocca meridionale dello stretto di Stefansson, andando ad alimentare la piattaforma glaciale Larsen D.

## Storia
La parte superiore del ghiacciaio Anthony fu avvistata da una squadra della Spedizione inglese nella Terra di Graham, comandata da John Riddoch Rymill, nel 1936–37. Il versante marino del ghiacciaio fu avvistato poi nel 1940 da una squadra della base Est del Programma Antartico degli Stati Uniti d'America e infine, nel 1947, il ghiacciaio fu fotografato dal cielo da parte della Spedizione antartica di ricerca Ronne (RARE). Il ghiacciaio fu così battezzato da Finn Rønne in onore di Alexander Anthony della J.P. Stevens Company, azienda di New York che fornì gli indumenti antivento della RARE.